# Annaturm (Bröhn)

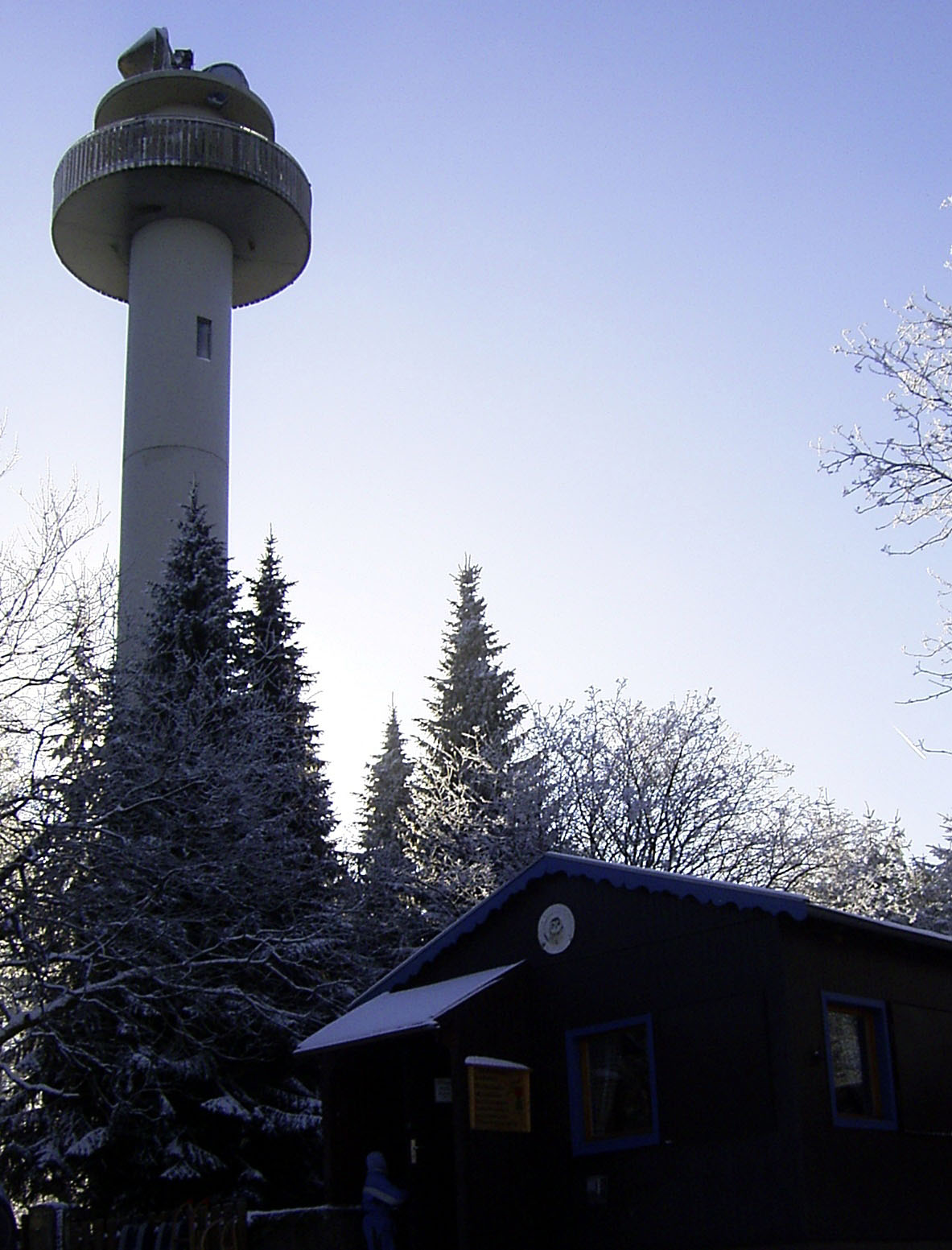
Annaturm mit Waldgaststätte Annaturm auf dem Bröhngipfel

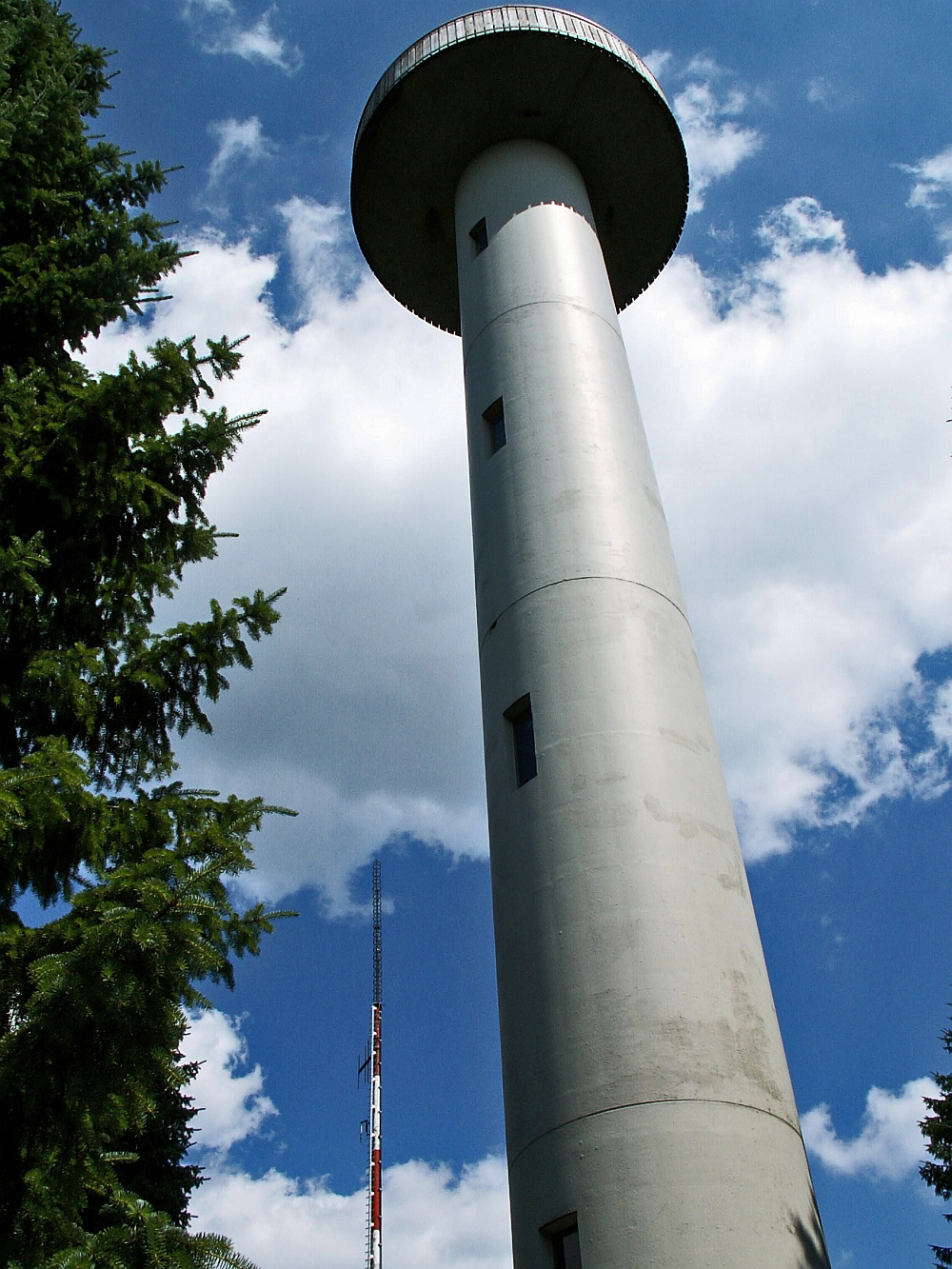
Annaturm: Schaft mit Aussichtsplattform

Der Annaturm ist ein 28 m (ohne Antennen) hoher Aussichts- und Richtfunkturm auf dem etwa 405 m ü. NHN hohen Bröhn, der höchsten Erhebung des Höhenzugs Deister im Calenberger Bergland in Niedersachsen. Angegliedert an den Turm mit Sendeanlage ist die Waldgaststätte Annaturm.

## Geschichte
Im Laufe der Zeit ließen verschiedene Auftraggeber einen Turm auf dem Gipfel des Bröhn errichten.

### 1833: Gaußsche Vermessung
Carl Friedrich Gauß hatte bei seinen Landvermessungen für die Gaußsche Landesaufnahme im Jahr 1822 im östlichen Deister auf dem 310 Meter hohen Kalenberg bei Bredenbeck den trigonometrischen Punkt Deister I eingemessen, wo der Gaußstein auf dem Deister aufgestellt wurde.
Für die Erweiterung des Vermessungssystems in Richtung Weserbergland und Teutoburger Wald ließ Gauß 1833 bis 1834  auf dem Bröhn einen hölzernen Turm und den Vermessungspunkt Deister II einrichten. Die Landvermessung führten sein Sohn Joseph Gauß und G. W. Müller durch.
An die Vermessung erinnert der Gaußstein auf der Terrasse der heutigen Gaststätte.

### 1867: Berginspektion Deister
Die für die Verwaltung der Bergbaugerechtsame im Deister zuständige Berginspektion Deister aus Barsinghausen ließ 1867 ebenfalls einen Turm auf dem Bröhn errichten, der zu Vermessungen genutzt wurde.

### 1879: Hannoverscher Bürgerverein
Ernst Brauns baute 1879 für den Hannoverschen Bürgerverein einen hölzernen Aussichtsturm auf dem Bröhn. Der Turm wurde nach Brauns Ehefrau Annaturm genannt.

### 1888: Hannoverscher Touristenverein
Der 1884 gegründete Hannoversche Touristenverein mit seinem Gründungsvorsitzenden Ernst Brauns ließ 1888 einen neuen hölzernen Turm errichten.

Annaturm mit Ernst‑Söhlmann-Hütte, 1932

### 1904: Hannoverscher Touristenverein
1904 ließ der Hannoversche Touristenverein den Turm durch eine grün gestrichene Eisenkonstruktion ersetzen. Dieser Turm kostete 5000 Mark. Dies wären heute kaufkraftbereinigt 40.500 €.
Zusätzlich wurde 1908 am Fuß des Turms eine Schutzhütte errichtet.
Im Mai 1932 wurde eine neue, bewirtschaftete Hütte am Fuß des Annaturms eingeweiht, der der nunmehr „Turisten-Verein“ nach seinem langjährigen Vorsitzenden den Namen Ernst-Söhlmann-Hütte gab.
Während des Zweiten Weltkriegs (1939–1945) diente der Turm als Flugbeobachtungspunkt einer Jägerleitstelle der Wehrmacht. Danach übernahm für kurze Zeit amerikanisches Militär den Annaturm.
Ab 1947 nutzte die Oberpostdirektion Hannover den Turm als Fernmeldeturm.

Seit 1967 diente der grundlegend instandgesetzte Annaturm wieder als Aussichtsturm, bis er 1978 als baufällig abgerissen wurde. Die Fundamente des Turms liegen noch im Biergarten einige Meter westlich seines 1982 errichteten Nachfolgers.

### 1982: Großraumverband Hannover
Der durch den Großraumverband Hannover finanzierte heutige, sechste Annaturm, wurde 1982 als Aussichtsturm in Betonröhrenbauweise mit angegliederter Waldgaststätte Annaturm erbaut.

## Aussichtsmöglichkeiten
Im Inneren des 28 m hohen Annaturms, der täglich (von Donnerstag bis Sonntag) von 10 bis 17 Uhr geöffnet ist, erfolgt der Aufstieg über eine Wendeltreppe mit 116 Stufen. Von seiner Aussichtsplattform auf einer Höhe von 433 m ü. NHN fällt der Rundblick über den Deister und in das Calenberger Land bis nach Hildesheim und Hannover, zum Steinhuder Meer sowie über das Weserbergland mit dem Köterberg. Bei klarer Sicht sind in der Ferne die Lüneburger Heide und der Brocken im Harz sichtbar.

## Sendeanlagen
Auf dem Annaturm befindet sich das Amateurfunkrelais DB0SUN mit der Frequenz 438,8875 MHz.
In den 1950er Jahren befand sich am Annaturm eine Flugsicherungszentrale der Bundesanstalt für Flugsicherung. Etwa 1,3 km nordwestlich vom Bröhn steht auf dem Höfeler (ca. 395 m) ein Turm der DFS mit einer SRE-M-Radaranlage. Jede dieser bundesweit sechs Anlagen hat einen Erfassungsradius von etwa 145 NM (Nautischen Meilen), was knapp 270 km entspricht. In der Nähe sind auf dem Deisterkamm weitere Anlagen der Flugsicherung installiert.

## Panoramen

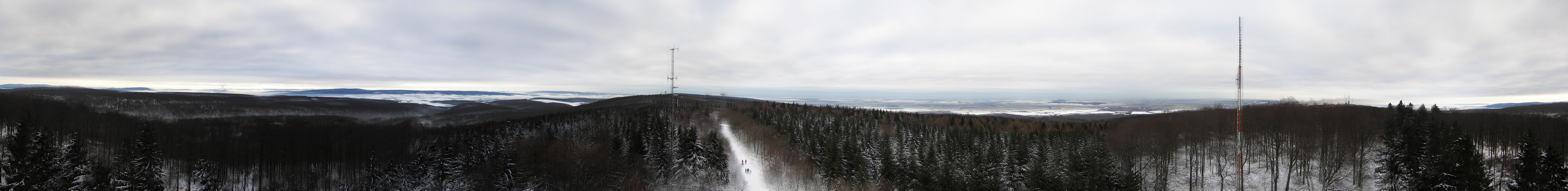
Panoramabild vom Annaturm (Januar 2009)
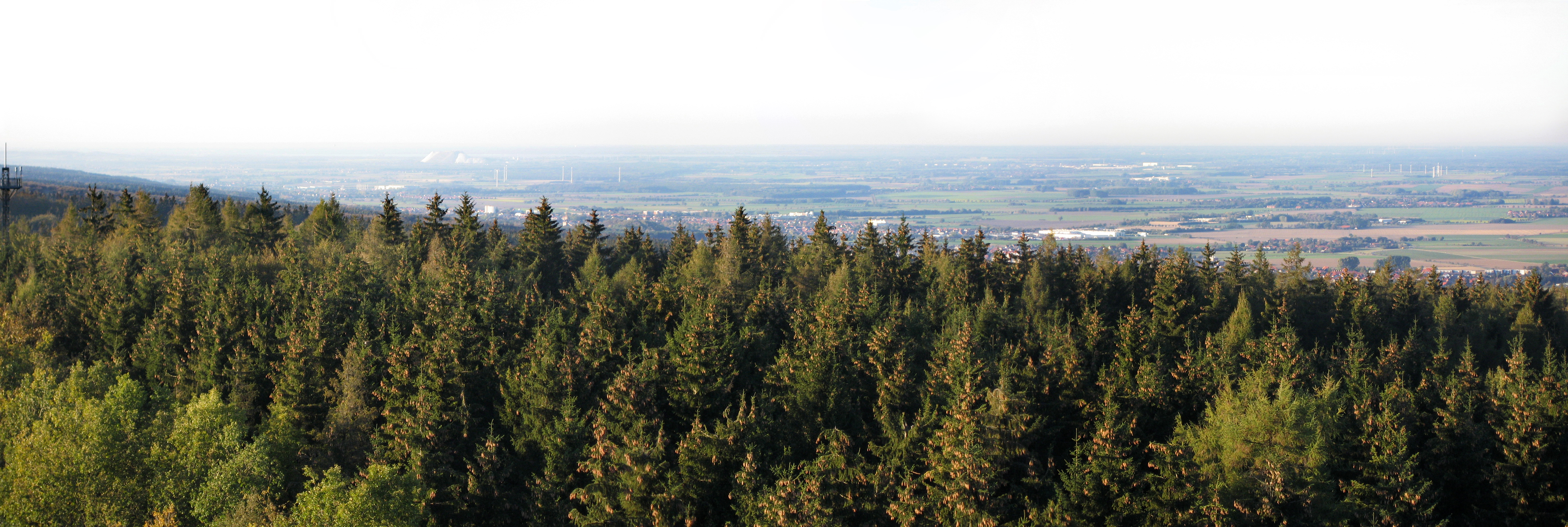
Blick vom Annaturm nach Nordnordwesten zur Abraumhalde des Kalibergbaus in Bokeloh, dahinter das Steinhuder Meer am linken Horizont
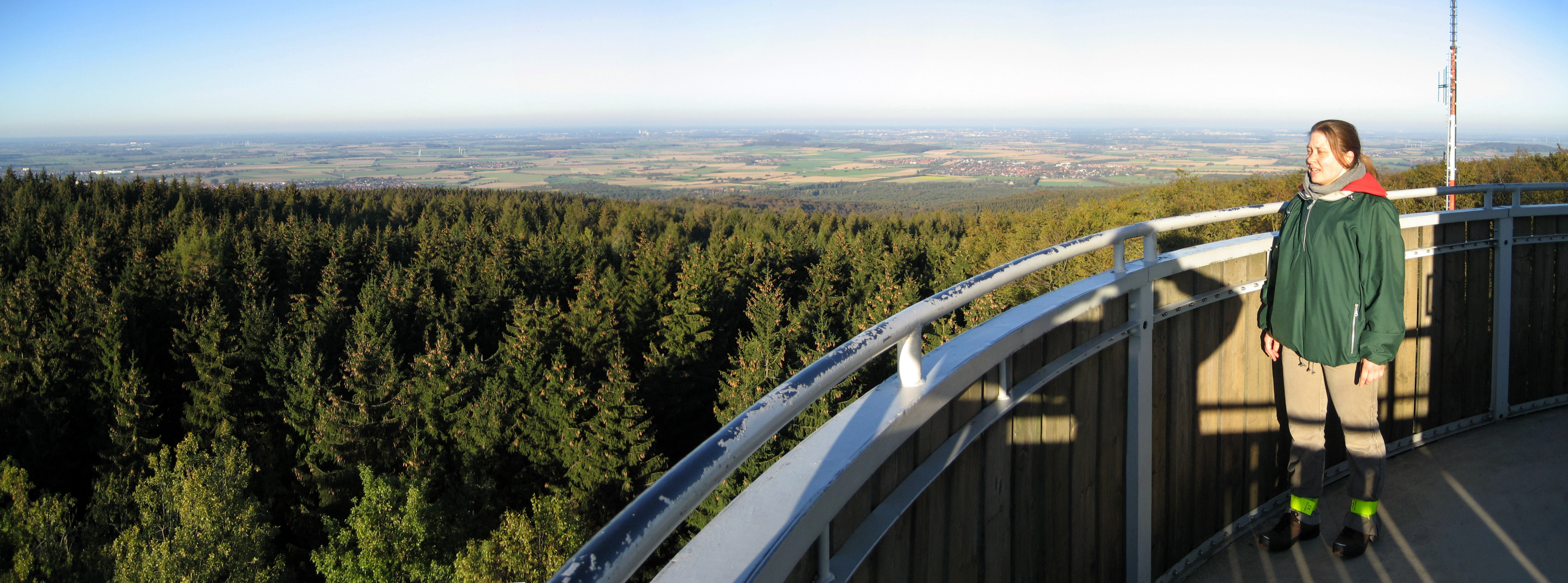
Blick von der Aussichtsplattform nordostwärts nach Wennigsen
Blick vom Annaturm in Richtung Nordosten über Wennigsen hinweg nach Hannover, das im Dunst in seiner gesamten Erstreckung zu erkennen ist.